# Yang Xiufeng
Yang Xiufeng (chinesisch 杨秀峰, Pinyin Yáng Xiùfēng; * 24. Februar 1897 in Qian’an, Hebei; † 10. November 1983 in Peking) war von 1965 bis 1975 Präsident des Obersten Volksgerichtshofs der Volksrepublik China.

## Leben
Yang Xiufeng trat der Kommunistischen Partei Chinas bei und war Parteifunktionär auf verschiedenen Ebenen. Von 1949 bis 1952 war er Gouverneur von Hebei. Von 1958 bis 1964 war er Bildungsminister. Von 1965 bis 1975 war Yang Xiufeng als Nachfolger von Xie Juezai Präsident des Obersten Volksgerichtshofes der Volksrepublik China. Sein Nachfolger wurde Jiang Hua.